# Landkreis Wunsiedel im Fichtelgebirge
Landkreis Wunsiedel im Fichtelgebirge – powiat w Niemczech, w kraju związkowym Bawaria, w rejencji Górna Frankonia, w regionie Oberfranken-Ost, w Smreczanach.
Siedzibą powiatu Wunsiedel im Fichtelgebirge jest miasto Wunsiedel.

## Podział administracyjny
W skład powiatu Wunsiedel im Fichtelgebirge wchodzi:
- dziewięć gmin miejskich (Stadt)
- trzy gminy targowe (Markt)
- pięć gmin wiejskich (Gemeinde)
- trzy wspólnoty administracyjne (Verwaltungsgemeinschaft)
- dziewięć obszarów wolnych administracyjnie (gemeindefreies Gebiet)

### Miasta
| Lp. | Nazwa miasta          | Ludność (31.12.2011) | Powierzchnia km² |
| --- | --------------------- | -------------------- | ---------------- |
| 1   | Arzberg               | 5.437                | 43,22            |
| 2   | Hohenberg an der Eger | 1.464                | 15,74            |
| 3   | Kirchenlamitz         | 3.479                | 48,51            |
| 4   | Marktleuthen          | 3.334                | 35,49            |
| 5   | Marktredwitz          | 17.045               | 49,52            |
| 6   | Schönwald             | 3.387                | 19,18            |
| 7   | Selb                  | 15.763               | 86,06            |
| 8   | Weißenstadt           | 3.270                | 42,23            |
| 9   | Wunsiedel             | 9.349                | 54,91            |

### Gminy targowe
| Lp. | Nazwa gminy targowej | Ludność (31.12.2011) | Powierzchnia km² |
| --- | -------------------- | -------------------- | ---------------- |
| 1   | Schirnding           | 1.274                | 16,53            |
| 2   | Thiersheim           | 1.882                | 24,33            |
| 3   | Thierstein           | 1.190                | 12,93            |

### Gminy wiejskie
| Lp. | Nazwa gminy                 | Ludność (31.12.2011) | Powierzchnia km² |
| --- | --------------------------- | -------------------- | ---------------- |
| 1   | Bad Alexandersbad           | 1.187                | 8,94             |
| 2   | Höchstädt im Fichtelgebirge | 1.169                | 14,95            |
| 3   | Nagel                       | 1.802                | 7,79             |
| 4   | Röslau                      | 2.268                | 29,83            |
| 5   | Tröstau                     | 2.482                | 19,28            |

### Wspólnoty administracyjne
| Lp. | Nazwa wspólnoty administracyjnej | Ludność (31.12.2011) | Powierzchnia km² | Liczba gmin |
| --- | -------------------------------- | -------------------- | ---------------- | ----------- |
| 1   | Schirnding                       | 2.738                | 32,27            | 2           |
| 2   | Thiersheim                       | 4.241                | 52,21            | 3           |
| 3   | Tröstau                          | 5.471                | 36,01            | 3           |

### Obszary wolne administracyjnie
| Lp. | Nazwa obszaru            | Ludność (31.12.2011) | Powierzchnia km² |
| --- | ------------------------ | -------------------- | ---------------- |
| 1   | Kaiserhammer Forst-Ost   | niezamieszkany       | 8,01             |
| 2   | Martinlamitzer Forst-Süd | niezamieszkany       | 8,47             |
| 3   | Meierhöfer Seite         | niezamieszkany       | 2,97             |
| 4   | Neubauer Forst-Süd       | niezamieszkany       | 3,13             |
| 5   | Tröstauer Forst-Ost      | niezamieszkany       | 19,71            |
| 6   | Tröstauer Forst-West     | niezamieszkany       | 14,46            |
| 7   | Vordorfer Forst          | niezamieszkany       | 9,71             |
| 8   | Weißenstadter Forst-Nord | niezamieszkany       | 5,45             |
| 9   | Weißenstadter Forst-Süd  | niezamieszkany       | 15,11            |

## Zmiany administracyjne
- 1 kwietnia 2013
  - rozwiązanie dwóch obszarów wolnych administracyjnie: Selber Forst oraz Hohenberger Forst